# Desigualdade de Bernoulli
Em matemática, a desigualdade de Bernoulli afirma que o polinômio real {\displaystyle 1+x}, elevado ao número inteiro não negativo {\displaystyle n}, é maior ou igual à soma de {\displaystyle 1} com o produto de {\displaystyle n} e {\displaystyle x}, quando {\displaystyle x} é maior que {\displaystyle -1}  . Essa desigualdade pode ser utilizada em problemas relacionados à análise combinatória .

## Enunciados
A desigualdade de Bernoulli afirma que:
{\displaystyle (1+x)^{n}\geq 1+nx\,}, sempre que {\displaystyle x>-1} e {\displaystyle n} é um número inteiro não negativo.
Esta desigualdade pode ser generalizada considerando-se o caso em que {\displaystyle n} é um real maior ou igual a {\displaystyle 1}.

## Demonstração
Esta desigualdade pode ser provada por indução matemática, como se segue. Certamente
{\displaystyle (1+x)^{0}=1\geq 1=1+0x}.
Multiplicando-se ambos os lados da hipótese de indução
{\displaystyle P(n):(1+x)^{n}\geq 1+nx}
por {\displaystyle (1+x)} (que é um termo positivo uma vez que {\displaystyle x>-1}) obtém-se
{\displaystyle (1+x)^{n+1}\geq (1+nx)(1+x)=1+(n+1)x+nx^{2}}.
O termo {\displaystyle nx^{2}} é positivo e, portanto,
{\displaystyle (1+x)^{n+1}\geq 1+(n+1)x}.
Assim, como {\displaystyle P(n)\Rightarrow P(n+1)}, o resultado vale para todo inteiro {\displaystyle n\geq 0}.

## Demonstração do caso geral
Considere {\displaystyle r} um número real maior ou igual a {\displaystyle 1} e defina a função auxiliar {\displaystyle f(x)} por 
{\displaystyle f(x):=(1+x)^{r}-(1+rx)},
de modo que basta mostrar que {\displaystyle f(x)\geq 0} quando {\displaystyle x>-1}.
Tomando a derivada em {\displaystyle x}, tem-se
{\displaystyle f'(x)=r(1+x)^{r-1}-r\,},
ou seja,
{\displaystyle f'(x)=\left\{{\begin{array}{rl}<0,&-1<x<0\\=0,&x=0\\>0,&x>0\end{array}}\right.},
o que mostra que {\displaystyle f} é crescente para {\displaystyle x>0} e decrescente no intervalo {\displaystyle (-1,0)} . Portanto, {\displaystyle f(x)} admite um mínimo global no ponto {\displaystyle x=0}, onde é nula. Assim concluí-se que
{\displaystyle f(x)\geq 0,x>-1},
o que completa a demonstração.